# Pieni Kuokkajärvi
Pieni Kuokkajärvi är en sjö i kommunen Puumala i landskapet Södra Savolax i Finland. Arean är 44 hektar och strandlinjen är 6,21 kilometer lång. Sjön  ingår i Vuoksens huvudavrinningsområde.   Den ligger omkring 44 kilometer öster om S:t Michel och omkring 230 kilometer nordöst om Helsingfors. 
I sjön finns ön Tyttösaari. 